# Convolvulus cantabrica
Convolvulus cantabrica és una espècie botànica de la família de les convolvulàcies. Aquesta corretjola té les flors rosades i les fulles cobertes per una pilositat que li dona un color blanquinós. S'assembla a Convolvulus lineatus, però aquesta té la pilositat molt sedosa i aplicada sobre les fulles i tiges. Viu als marges dels camps i camins, en llocs calents i assolellats. Floreix els mesos de maig i juny. Prolifera en marges de camins i zones pedregoses. Es distribueix per la regió Mediterrània septentrional. A Espanya apareix a les Illes Balears, i províncies de Barcelona, Girona, Lleida i Tarragona.
Aquesta planta enfiladissa és un hemicriptòfit escapós aconseguint en mitjana 20-50 cm d'alçada. Té fulles alternes, simples, lanceolades, gruixudes peludes en ambdues cares. Les flors en forma d'embut són actinomorfes ("asteroide", "radial") i disposats en un llarg pecíol a les axil·les de les fulles. La corol·la és de 15-25 mm de llarg de color rosa pàl·lid, i en general, però pot ser completament blanca. Les flors són hermafrodites i pol·linitzades per insectes (entomogàmia). El període de floració s'estén de maig a octubre. Els fruits són càpsules globoses i pubescents amb 2-4 llavors de color marró.

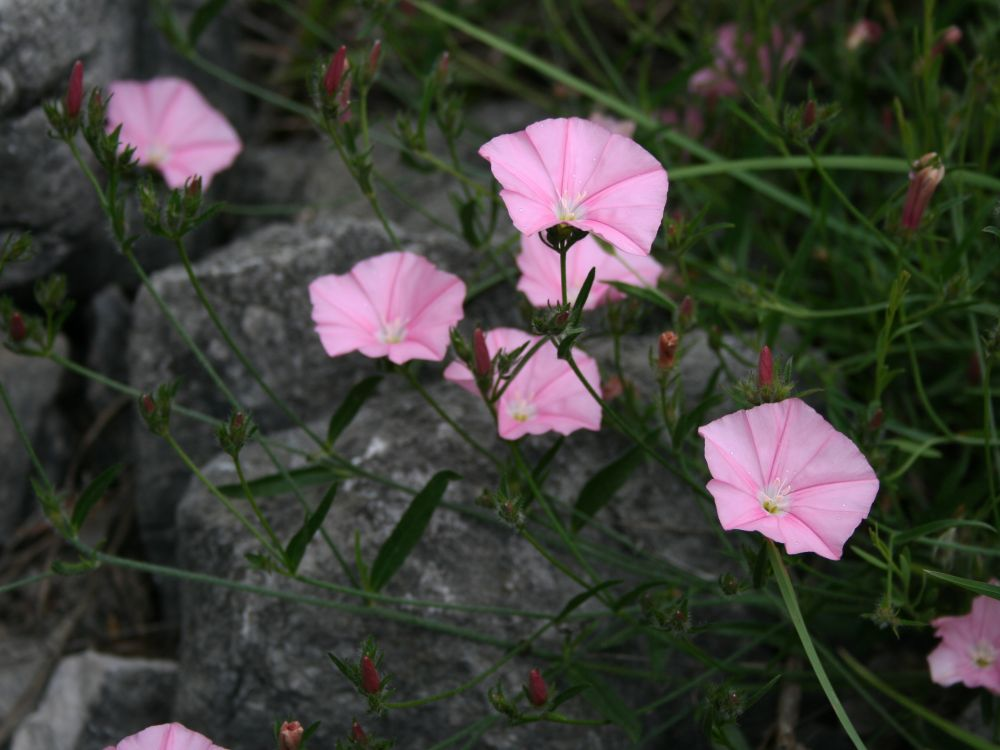
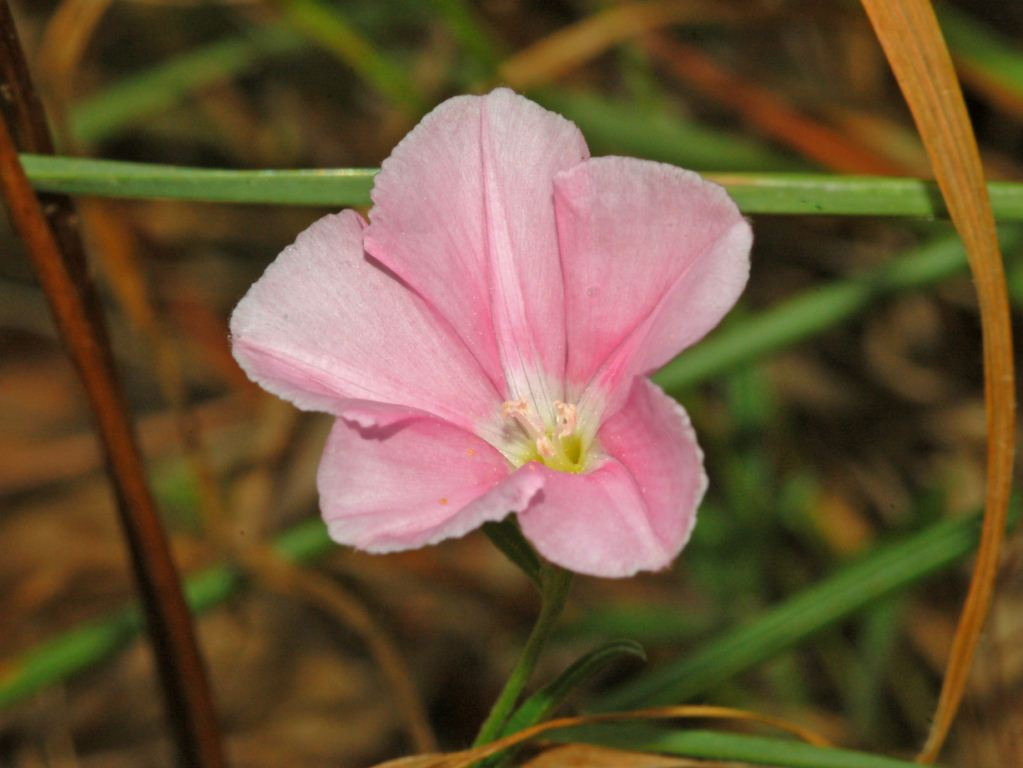
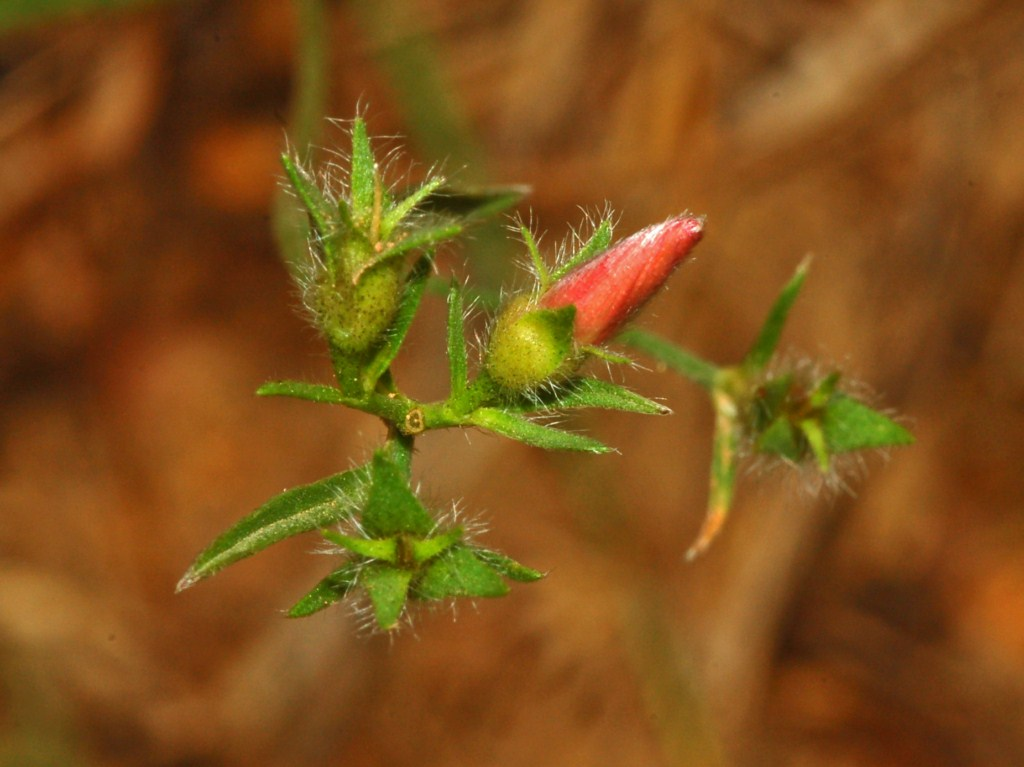
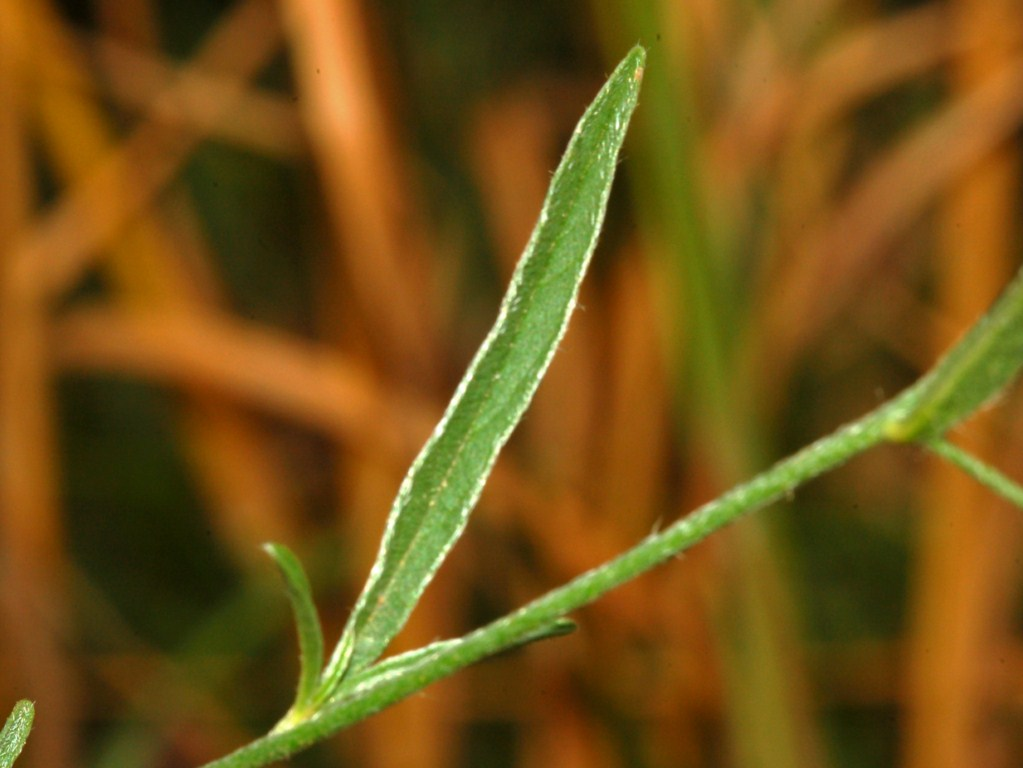